# Cheng Haw-Chien

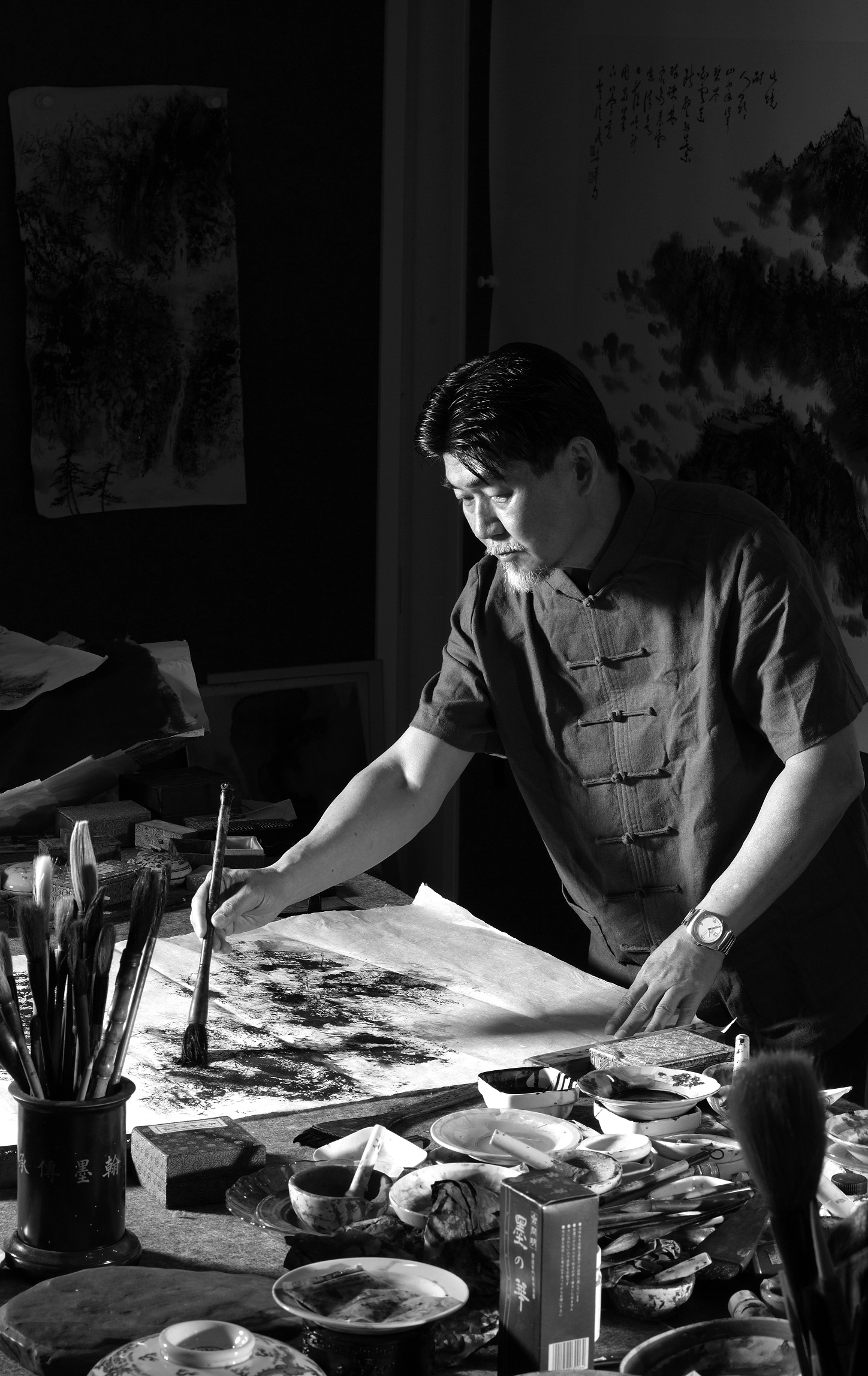
Haw-Chien, 2014

Cheng Haw-Chien(en chino: 鄭浩千, Penang, 4 de mayo de 1948) es un pintor, poeta y calígrafo malayo.

## Biografía
De adolescente, se interesó en cultivarse en pintura china con brocha y formas de arte occidental, y al completar su educación secundaria estudió en Taiwán y Hong Kong, graduándose en la Universidad nacional Chengchi en 1974.
Tras una gira en la que estuvo en varios países europeos y asiáticos, trabajó como profesor y coordinador de arte en un instituto en 1978 y en 1981 realizó otro tour por Oceanía, el sudeste asiático, Canadá y Estados Unidos.
Lo eligieron rector de la Academia Central de Kuala Lumpur en 1983 y miembro del comité de evaluación de la Galería Nacional de Arte de Malasia. Entre otros puestos también ha sido presidente de la Asociación Internacional de Caligrafía.